# 南俄羅斯干涉
南俄羅斯干涉是1918年12月和1919年4月間以法國為首的協約國聯軍軍事干預烏克蘭地区及黑海沿岸的行动，為十月革命后協約國武装干涉俄国内战的一部分。行動中联军协助俄国内战之中的白军，但最后以失败告终。